# Кашкарагаїха
Кашкарагаї́ха (рос. Кашкарагаиха) — село у складі Тальменського району Алтайського краю, Росія. Адміністративний центр Кашкарагаїхинської сільської ради.

## Населення
Населення — 873 особи (2010; 888 у 2002).
Національний склад (станом на 2002 рік):
- росіяни — 87 %